# Історик

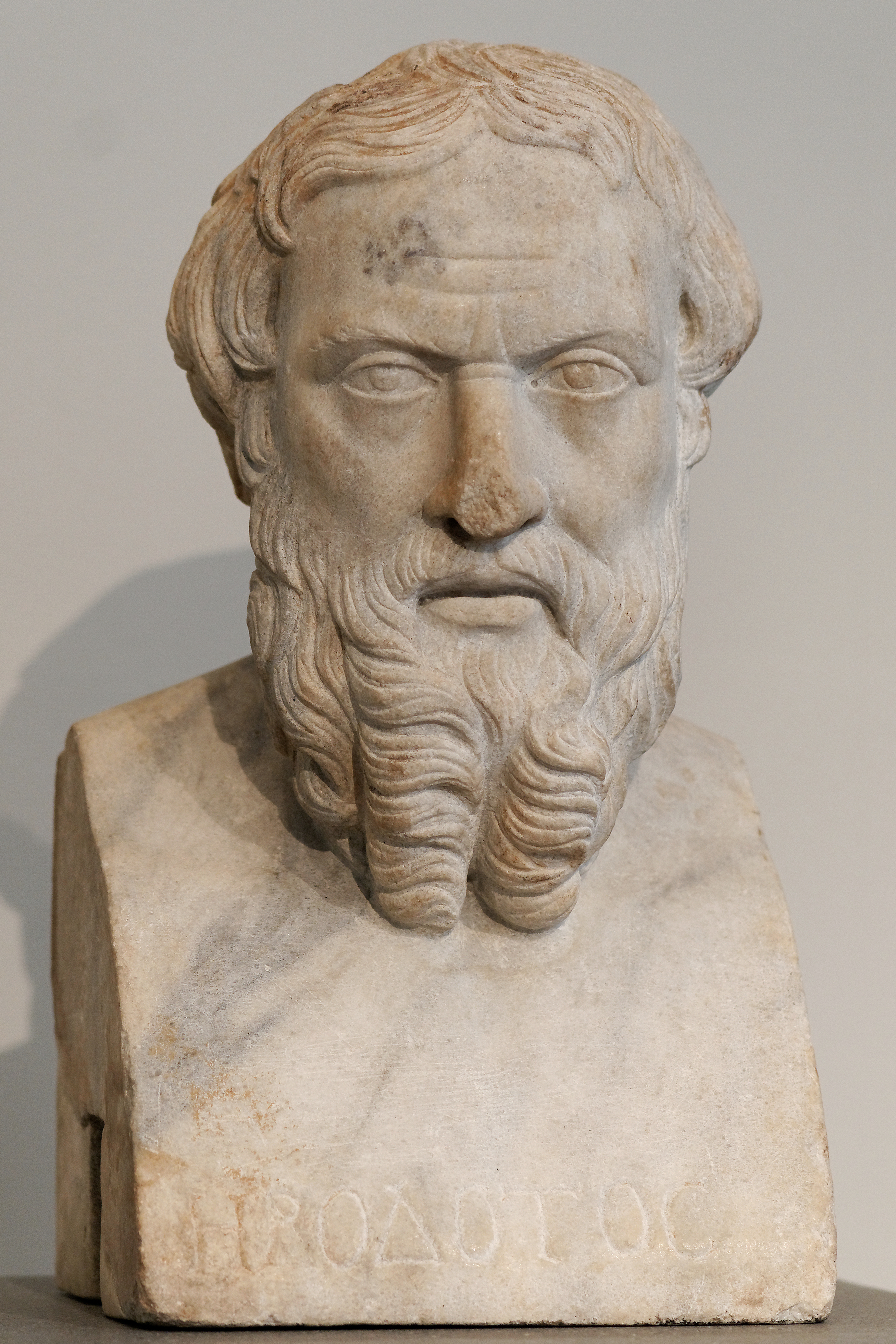
Геродот — перший історик

Історик — людина, яка вивчає минуле. Може вивчати минуле: людства, держави, народу, галузі, культури, мистецтва, науки, політики, економіки і військової справи використовуючи знання про історичні факти. Може спеціалізуватися на різних періодах історії: первісного суспільства, стародавнього світу, середньовіччя, нового часу.

## Інтернет-ресурси
- Selected texts by the most known historians [Архівовано 2010-03-23 у Wayback Machine.]